# Gare de Shin-Tosu
La gare de Shin-Tosu (新鳥栖駅, Shin-Tosu-eki) est une gare ferroviaire de la ville de Tosu, dans la préfecture de Saga au Japon. La gare est exploitée par la compagnie JR Kyushu.

## Situation ferroviaire
La gare de Shin-Tosu est située au point kilométrique (PK) 28,6 de la ligne Shinkansen Kyūshū et au PK 2,9 de la ligne principale Nagasaki.

## Histoire
La gare a été inaugurée le 12 mars 2011 pour la prolongation de la ligne Shinkansen Kyūshū de Shin-Yatsushiro à Hakata. Son design est récompensé par un Brunel Award la même année.

## Service des voyageurs

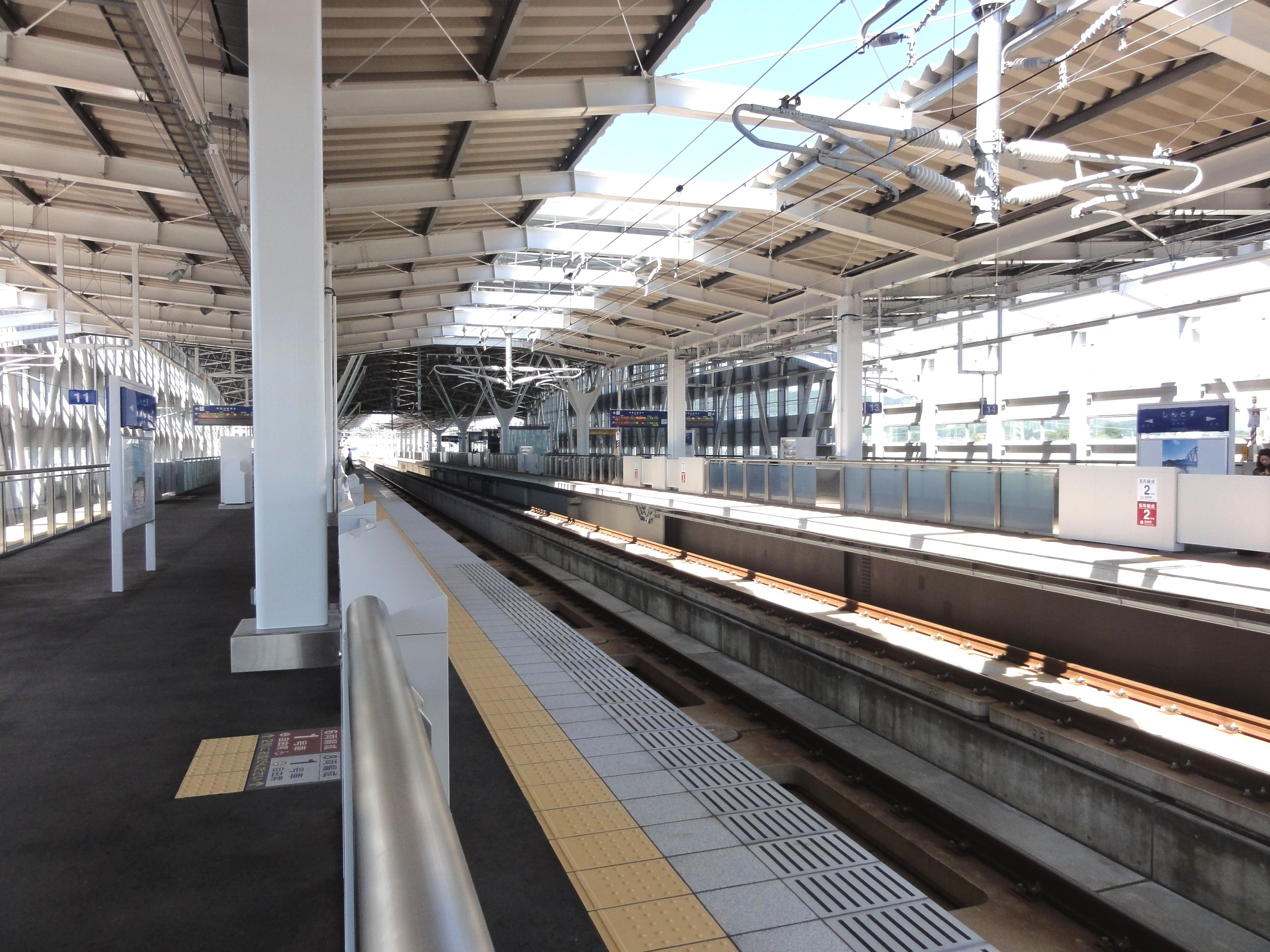
Vue des quais Shinkansen.

### Accueil
La gare dispose d'un bâtiment voyageurs ouvert tous les jours, avec des guichets et des automates pour l'achat de titres de transport.

### Desserte
- Ligne principale Nagasaki :
  - voie 1 : direction Tosu et Hakata
  - voie 2 : direction Saga et Nagasaki
- Ligne Shinkansen Kyūshū
  - voies 11 et 12 : direction Hakata et Shin-Osaka
  - voies 13 et 14 : direction Kumamoto et Kagoshima-Chūō